# Krajobraz kulturowy Gedeo
Krajobraz kulturowy Gedeo (ang. The Gedeo Cultural Landscape) – krajobraz kulturowy znajdujący się w południowej Etiopii, obejmujący obszar o powierzchni ok. 296 km² położony w dawnym Regionie Narodów, Narodowości i Ludów Południa, w strefie zamieszkiwanej przez przedstawicieli społeczności Gedeo, wpisany w 2023 roku na listę światowego dziedzictwa UNESCO.

## Charakterystyka

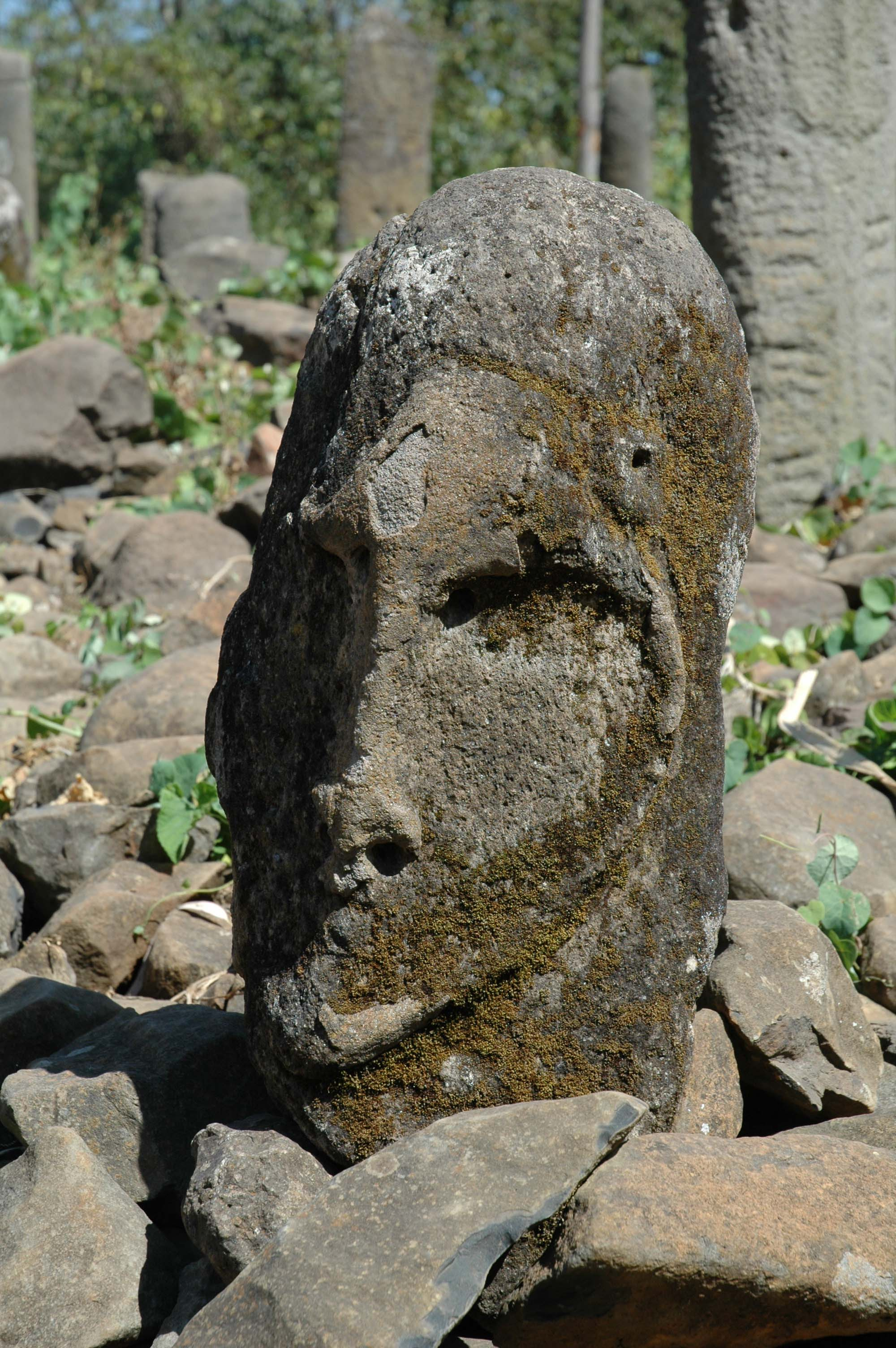
Antropomorficzna stela z Tuto-Fela (2007)

Wpisane na listę światowego dziedzictwa UNESCO dobro obejmuje górzysty teren o powierzchni 26 620 ha, którego wysokość waha się od 1307 m n.p.m. na zachodzie do 3072 m n.p.m. na wschodzie, położony w południowej części Wielkiego Rowu Wschodniego, na stromych zboczach Wyżyny Abisyńskiej.
Obecność człowieka na obszarze współczesnej strefy Gedeo sięga neolitu. Nie wiadomo jednak, kiedy dokładnie na tych terenach pojawił się lud Gedeo będący jednym z rdzennych ludów Etiopii. Według tradycji ustnej przekazywanej wśród członków tej społeczności, Gedeo mieli się przemieścić na te tereny z północy.
Krajobraz kulturowy w strefie Gedeo stanowi świadectwo wielowiekowej i wciąż żywej tradycji kulturowej tego ludu w zakresie agroleśnictwa. Jest to obszar, na którym dzięki występowaniu żyznych gleb prowadzone są uprawy leśne z wielowarstwowym (piętrowym) układem roślinności. Najważniejszymi gatunkami uprawianych roślin są enseta (Ensete ventricosum) z rodziny bananowatych, będąca główną hodowlaną rośliną jadalną w Etiopii, oraz kawa arabska (Coffea arabica), które łącznie stanowią 40% upraw. Towarzyszą im rodzime gatunki roślin drzewiastych, takie jak Millettia ferruginea oraz Croton macrostachyus, których rolą jest osłanianie roślin uprawnych od wiatru i słońca. Jednocześnie utrzymywany jest też naturalny las.
Uprawa ensety wraz z kawą nie jest przypadkowa – pierwsza z roślin w okresie suszy magazynuje wodę i stopniowo udostępnia ją uprawianej niżej kawie. Południowo-zachodnia Etiopia jest obszarem, na którym Ensete ventricosum jest rośliną udomowioną i stanowi podstawę pożywienia mieszkańców. Gedeo uprawiają tu ponad 50 odmian roślin tego gatunku.
Górskie zbocza porastają również święte gaje, w których odprawiane są rytuały związane z wierzeniami lokalnych społeczności. Należą do nich m.in. lasy Wogida Amba, Bolocho, Birbirota oraz Basura. Jako miejsca święte objęte są ochroną i dlatego też stanowią ważne obszary bioróżnorodności.
Wzdłuż grzbietów wzniesień ciągną się natomiast skupiska megalitycznych pomników, datowanych na okres od VIII do XV wieku. Mają one formę stel o wysokości sięgającej 8 m. Związane są z kultem fallicznym i czczone są przez miejscową ludność. Część stel ma formę antropomorficzną. Pomniki znajdują się w co najmniej 60 lokalizacjach, a pierwsze z nich zostały odkryte dla zachodniej nauki podczas ekspedycji francuskich archeologów w latach 20. XX wieku. Wykonane zostały z lokalnie występujących bazaltów oraz ignimbrytu. Trzy skupiska stel zostały wpisane na listę światowego dziedzictwa – Tuto-Fela (320 stel), Chelba-Tutiti (1530 stel) oraz Sede-Merkato (663 stele). Na stanowisku Odola-Galma znajdują się z kolei petroglify przedstawiające bydło, datowane na 2000 BP.